# Ізооптоакустична точка
Ізооптоакустична точка (рос. изооптоакустическая точка, англ. isooptoacoustic point) — довжина хвилі, хвильове число чи частота, при яких загальна енергія, випромінювана зразком у вигляді тепла, не змінюється при протіканні в ньому хімічної реакції чи при його фізичних змінах. Її положення залежить від умов експерименту.